# Fussballclub Köniz
Il Fussballclub Köniz, più semplicemente Köniz, è una società calcistica svizzera della città di Köniz (Canton Berna). La sua fondazione risale al 1º luglio 1933.
Disputa il campionato svizzero di Promotion League.

## Organico

### Rosa
| N. |                           | Ruolo | Calciatore              |
| -- | ------------------------- | ----- | ----------------------- |
| 1  | Svizzera (bandiera)       | P     | Kelion Ruiz             |
| 2  | Svizzera (bandiera)       | D     | Marvin Pfründer         |
| 3  | Svizzera (bandiera)       | D     | Cyril Rizzo             |
| 4  | Cecoslovacchia (bandiera) | D     | Jiří Koubský            |
| 5  | Argentina (bandiera)      | D     | Miguel Alfredo Portillo |
| 6  | Germania (bandiera)       | C     | Philip Schubert         |
| 7  | Spagna (bandiera)         | C     | Carlos Varela           |
| 8  | Italia (bandiera)         | A     | Cristian Miani          |
| 9  | Svizzera (bandiera)       | C     | Dino Rebronja           |
| 10 | Svizzera (bandiera)       | A     | Ermin Gigić             |
| 11 | Brasile (bandiera)        | C     | Wellington Júnior       |
| 12 | Albania (bandiera)        | A     | Altin Osmani            |

| N. |                     | Ruolo | Calciatore          |
| -- | ------------------- | ----- | ------------------- |
| 13 | Spagna (bandiera)   | D     | Imanol Carrasco     |
| 14 | Spagna (bandiera)   | C     | Miguel Balvis       |
| 15 | Svizzera (bandiera) | A     | Raphael Walther     |
| 16 | Svizzera (bandiera) | A     | Fabian Lokaj        |
| 17 | Svizzera (bandiera) | D     | Ilker Tugal         |
| 18 | Svizzera (bandiera) | C     | Edis Colic          |
| 19 | Svizzera (bandiera) | A     | Eren Kisa           |
| 21 | Kosovo (bandiera)   | A     | Ardit Zenuni        |
| 22 | Svizzera (bandiera) | P     | David Moser         |
| 23 | Svizzera (bandiera) | P     | Christian Schindler |
| 25 | Brasile (bandiera)  | C     | Leandro Mallia      |

## Palmarès

### Competizioni interregionali
- Seconda Lega interregionale: 1

2011-2012 (gruppo 2)

### Altri piazzamenti
- Promotion League:

Secondo posto: 2014-2015
- 1ª Lega:

Secondo posto: 2012-2013 (gruppo 2)